# Aleksander Šeliga
Aleksander Šeliga, né le 1er février 1980 à Celje, est un footballeur international slovène. Il évolue au poste de gardien de but.
Il a fait partie des 23 joueurs slovènes sélectionnés pour participer à la coupe du monde 2010.

## Palmarès
Publikum Celje
- Vainqueur de la Coupe de Slovénie en 2005.

 Olimpija Ljubljana
- Champion de Slovénie en 2016.